# Thee Headcoats
Thee Headcoats — британская группа гаражного рока, сформированная Билли Чайлдишем в 1989 году, после распада его предыдущей группы Thee Mighty Caesars. Чайлдиш, вне зависимости от моды, занимался изданием прямолинейного гаражного рока, который получил широкое распространение в 2000-х, с успехом The Hives, The White Stripes и подобных групп. Ультрапродуктивный лидер группы/продюсер/поэт/живописец/издатель ещё с 1979 года участвовал в мод-панк-группе Pop Rivets. В 1982 году Pop Rivets превратились в более музыкальное образование, под названием Milkshakes (также Thee Milkshakes или Mickey & the Milkshakes). Группа была удивительно продуктивной, выпустив не менее семи альбомов в 1984 году (причём четыре из них в один и тот же день). Вскоре после этого Чайлдиш собрал аналогично мыслящий коллектив Thee Mighty Caesars. Тем не менее, с конца 1980-х, Thee Headcoats — трио, которое включает барабанщика из Pop Rivets/Milkshakes/Mighty Caesars Брюса Брэнда — становится его основной группой.
Bo in Thee Garage (1991) — небрежный, но интересный трибьют-альбом, посвященный Бо Диддли, в то время как Live at the Wild Western Room (1994) и The Sounds of the Baskervilles (1995) представляют не только Thee Headcoats, но и женскую группу Thee Headcoatees (состоящую из участниц The Delmonas, для которых Чайлдиш пишет и продюсирует песни). Чтобы окончательно всех запутать, Thee Headcoats издали кавер-версии песен группы Clash, под именем Thee Stash. В 2000 году Thee Headcoats стала самой плодовитой группой Чайлдиша. В том году они отыграли свой заключительный концерт в клубе Dirty Water Лондона, однако треки продолжают издаваться.

## Дискография
- Headcoats Down! (1989)
- The Earls of Suavedom (1990)
- The Kids Are All Square- This Is Hip! (1990)
- Beach Bums Must Die (1990)
- Heavens to Murgatroyd, Even! It’s Thee Headcoats! (Already) (1990)
- W.O.AH! Bo in Thee Garage (1991) Bo Diddley tribute album
- Cavern by the Sea (1991)
- Headcaotitude (1991)
- The Wurst is Yet to Come (1993)
- The Good Times Are Killing Me (1993)
- Live at the Wild Western Room (1994) featuring Thee Headcoatees
- Thee Headcoats Conundrum (1994)
- The Sounds of the Baskervilles (1995) featuring Thee Headcoatees
- In Tweed We Trust (1996)
- Deerstalking Men (1996) Thee Headcoats Sect (with members of The Downliners Sect)
- Knights of the Baskervilles (1996)
- The Jimmy Reed Experience (1997) 10”
- The Messerschmitt Pilot's Severed Hand (1998)
- Thee Headcoats Best: Sherlock Holmes Meets the Punkenstein Monster (1998) (Japanese Compilation)
- Brother is Dead…But Fly is Gone! (1998)
- 17% - Hendrix Was Not the Only Musician (1998)
- Thee English Gentlemen of Rock & Roll: Thee Headcoats Best Vol. II (1999) (Japanese Compilation)
- Ready Sect Go! (1999) Thee Headcoats Sect (with members of The Downliners Sect)
- I Am the Object of Your Desire (2000)
- Elementary Headcoats – Thee Singles 1990-1999 (2001)Compilation
- Live at the Dirty Water Club (2001)

## Видеоклипы
- Thee Headcoats - A ToWN NaMed SQUaResViLLe
- Thee Headcoats - Comanche (Live)